# Łąck (gemeente)
De gemeente Łąck is een landgemeente in het Poolse woiwodschap Mazovië, in powiat Płocki.
De zetel van de gemeente is in Łąck.
Op 30 juni 2004 telde de gemeente 4877 inwoners.

## Oppervlakte gegevens
In 2002 bedroeg de totale oppervlakte van gemeente Łąck 93,74 km², waarvan:
- agrarisch gebied: 45%
- bossen: 40%

De gemeente beslaat 5,21% van de totale oppervlakte van de powiat.

## Demografie
Stand op 30 juni 2004:
| Omschrijving                   | Totaal | Totaal | Vrouwen | Vrouwen | Mannen | Mannen |
| ------------------------------ | ------ | ------ | ------- | ------- | ------ | ------ |
| eenheid                        | aantal | %      | aantal  | %       | aantal | %      |
| inwoners                       | 4877   | 100    | 2499    | 51,2    | 2378   | 48,8   |
| bevolkingsdichtheid (inw./km²) | 52     | 52     | 26,7    | 26,7    | 25,4   | 25,4   |

In 2002 bedroeg het gemiddelde inkomen per inwoner 1478,2 zł.

## Administratieve plaatsen (sołectwo)
Antoninów-Korzeń Rządowy, Grabina, Korzeń Królewski-Podlasie, Koszelówka, Kościuszków-Władysławów, Ludwików, Łąck, Matyldów, Nowe Rumunki, Sędeń Duży, Sędeń Mały, Wincentów, Wola Łącka, Zaździerz, Zdwórz, Zofiówka.

## Aangrenzende gemeenten
Gąbin, Gostynin, Płock, Szczawin Kościelny